# Erdbeben von Istanbul 1509

Großes Erdbeben von Istanbul (auf Türkisch auch kleiner Jüngster Tag), unbekannter Künstler

Das Erdbeben von Istanbul im Jahr 1509 erschütterte die Region am 10. September 1509 gegen 22 Uhr lokaler Zeit. Das Beben hatte eine Magnitude von 7,2 ± 0,3 MS. Ein Tsunami und zahlreiche Nachbeben folgten auf das Hauptbeben. Die Zahl der Toten ist unbekannt, Schätzungen reichen aber von 1.000 bis 13.000 Opfern.

## Hintergrund
Das Marmarameer ist ein  Pull-Apart-Becken, also ein Absenkungsbereich, der durch den dextralen Versatz der Nordanatolischen Verwerfung entstanden ist. Diese Zone entstand durch den Versatz von Anatolischer Platte und Eurasischer Platte. Das Muster der Verwerfungen im Marmarameer-Becken ist komplex, aber nahe Istanbul befindet sich eine große Verwerfung mit scharfer Biegung. Im Westen verläuft die Verwerfung von West nach Ost und ist ein reine Blattverschiebung. Im Osten verläuft die Verwerfung von Nordwesten nach Südosten und zeigt Hinweise auf eine Transtension. Bewegungen an dieser Verwerfung, die das Çınarcık-Becken begrenzt, waren die wahrscheinlichste Ursache für das Ereignis von 1509.

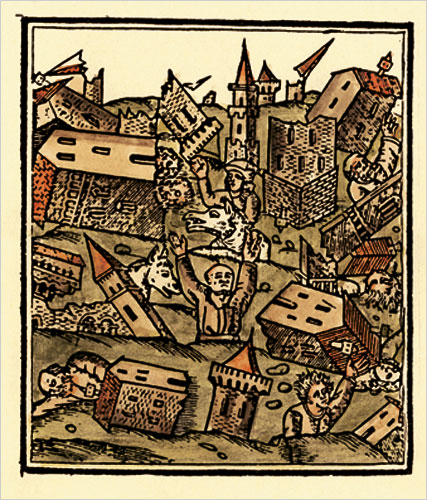
Holzschnitt, der das Ereignis darstellt

## Erdbeben
Das Beben erschütterte am 10. September 1509 gegen 22:00 Uhr die Stadt mit einer Magnitude von 7,2 MS. Die Intensität betrug auf der Medwedew-Sponheuer-Kárník-Skala VII (sehr stark).
Die Schäden reichten von Çorlu im Westen bis Izmit im Osten. Galata und Büyükçekmece erlitten größere Schäden. In Istanbul stürzten zahlreiche Häuser und Schornsteine ein und Wände erlitten starke Risse. Die neu errichtete Beyazıt-Moschee wurde stark beschädigt. Die Hauptkuppel stürzte ein, außerdem der obere Teil eines Minaretts. Die Fatih-Moschee erlitt starke Schäden an den vier Hauptsäulen und der Kuppel. Die Hagia Sophia überstand das Erdbeben gut, auch wenn ein Minarett einstürzte. Im Inneren fiel der Putz, der die byzantinischen Mosaike bedeckte, ab und legte so die christlichen Bilder frei.
Die Zahl der Verletzten und der Toten lässt sich schwer einschätzen und so variieren die verschiedenen Schätzungen zwischen 1.000 und 13.000 Toten. Man glaubt, dass zahlreiche Mitglieder der Sultansfamilie während des Erdbebens starben. Die Nachbeben dauerten bis zu 45 Tage nach dem Hauptbeben an, und die Menschen konnten ihre Häuser für rund zwei Monate nicht mehr betreten.
Das Erdbeben wurde angeblich von einem namenlosen griechischen Mönch aus dem Katharinenkloster auf der Sinai-Halbinsel vorhergesagt, als er am Hof des Sultans anwesend war. Die damaligen europäischen Interpretationen betrachteten das Erdbeben als eine Strafe Gottes für die Türken, weil sie gegen die europäischen Christen zu den Waffen gegriffen hatten. In ähnlicher Weise sah Bayezid II. das Beben als eine Bestrafung von Gott für das Fehlverhalten seiner Minister an.

## Folgen
Aus der Fläche und Intensität des Bebens wurde ein Verwerfungsbruch mit einer Länge von 70 km geschätzt. In Abständen von einer halben Stunde kam es zu schweren Beben, die stark und langanhaltend waren und die Bewohner zwangen, in offenen Parks und auf Plätzen Zuflucht zu suchen. Die Nachbeben sollen viele Tage angedauert und keine weiteren Schäden verursacht haben, verzögerten jedoch in einigen Gebieten den Wiederaufbau.
Einige Quellen erwähnen einen Tsunami mit einer Höhe von mehr als 6 Metern, in anderen jedoch wird dieses Ereignis nicht erwähnt. Im Çınarcık-Becken wurde allerdings eine Sedimentschicht entdeckt, deren Ablagerung mit dem Datum des Erdbebens übereinstimmt.